# The Sum of All Fears
The Sum of All Fears är en amerikansk thriller från 2002 i regi av Phil Alden Robinson baserad på romanen Summan av skräck av Tom Clancy. Huvudrollen Jack Ryan spelas av Ben Affleck.

## Handling
Under Jom kippur-kriget 1973 blir ett israeliskt jaktplan nedskjutet över Golanhöjderna. Planet har en atombomb ombord.
Många år senare hittas vraket, och bomben, av araber som gräver efter gods. Man lyckas sälja resterna till en vapenhandlare (Olson).
Denne säljer i sin tur vidare till en neofascist (Dressler) som önskar att starta krig mellan USA och Ryssland för att "befria Europa"
från supermakternas diktat. Bomben skeppas till USA och detoneras med hjälp av en mutad hamnarbetare. President Fowler med personal, som befinner sig i omedelbar närhet vid detonationen, vidtar omedelbart åtgärder för att vedergälla i tron att det är Ryssland som står bakom det hela. CIA-agenten Jack Ryan förstår hur det hela ligger till och försöker hindra det som han befarar kommer att hända.

## Ändringar jämfört med romanen
I boken som filmen bygger på är terroristerna radikaliserade islamister från Mellanöstern. De får också hjälp av en västtysk vänsterextremistisk terrorist och en östtysk vetenskapsman som använder DDR:s statliga resurser. När filmmanuset skrevs hade DDR och i stort sett också den vänsterorienterade terrorismen upphört. Samtidigt var schablonen med arabiska terrorister ganska sliten och skulle stöta bort en del av publiken. 
I stället valde man i filmen att låta högerextremister utgöra terroristerna, 

## Skådespelare (i urval)
- Ben Affleck som Jack Ryan
- Morgan Freeman som William Cabot,  Director of Central Intelligence
- Bridget Moynahan som Dr. Catherine Muller
- James Cromwell som J. Robert Fowler, USA:s president
- Ron Rifkin som Sidney Owen, utrikesminister
- Bruce McGill som Gene Revell, presidentens säkerhetsrådgivare.
- Ciarán Hinds som Alexander Nemerov, Rysslands president
- Liev Schreiber som John Clark
- Michael Byrne som Anatoli Grushkov
- Colm Feore som Olson
- Alan Bates som Richard Dressler